# Tinodes kimminsi
Tinodes kimminsi là một loài Trichoptera trong họ Psychomyiidae. Chúng phân bố ở miền Cổ bắc.